# Сарадња четника са снагама Осовине у Другом светском рату
Четници, односно Југословенска војска у отаџбини у Другом светском рату настали су након окупације Југославије од језгра које су сачињавали официри који су избегли заробљавање и неки припадници предратног четничког покрета. У новембру 1941. влада Југославије у избеглиштву дала је легитимитет групи под водством пуковника Михаиловића, који је у јануару 1942. постављен и за министра у влади. Влада Југославије у избеглиштву била је званично призната и подржана од Савезника, те су тиме четници Драже Михаиловића формално постали део савезничке коалиције. Са његовом формацијом успоставиле су званичне односе војске Уједињеног Краљевства и Сједињених Држава. Упркос томе, отпор ове организације Осовини у наредном периоду веома је опао, а многи њени делови сарађивали су са осовинским снагама, па су, након низа упозорења током 1943, Савезници у децембру 1943. донели одлуку да раскину сарадњу са њом. Избегличка влада у којој је Михаиловић био министар распуштена је маја 1944, а краљ Петар II је укинуо његов штаб у августу 1944. и у септембру позвао све припаднике да се прикључе НОВЈ.
Четници Драже Михаиловића, 1942. званично названи Југословенска војска у отаџбини, представљали су разнородну формацију састављену делом од организованих војних јединица, делом од самониклих устаничких одреда. Војнички ове јединице су стајале под командом Врховне команде на челу са Драгољубом - Дражом Михаиловићем кога је влада Југославије у избеглиштву именовала за начелника штаба Врховне команде и министра војног. Политичко јединство заснивало се на равногорској идеологији коју су у великој мери делили сви припадници. Политичке принципе покрета формулисало је политичко језгро, у коме су се истицали Драгиша Васић и Стеван Мољевић. Основне карактеристике ове идеологије биле су:
- српски патриотизам ројализам. Покрет се заснивао на традицији борбе српског народа за слободу. По овом основу покрет је био антинемачки оријентисан.
- великосрпски национализам. Присталице су сматрале да је неопходно образовање велике Србије као основа Југославије, те да су Хрвате треба казнити због издаје и усташких злочина, а муслимане као непоуздан елемент уклонити.
- патријархално народњаштво које се пред комунистичком експанзијом развило у антикомунизам.

Четнички покрет се по основи антинемачког патриотског става сврстао уз савезнике. Покрет се залагао за друштвену и националну реформу која треба да буде проведена у тренутку победе над Немачком. Међутим, како се у међувремену у земљи проширио партизански покрет вођен од стране Комунистичке партије Југославије, присталице равногорске идеологије препознале су у њему главну опасност за своје идеје, вредности и за свој друштвени пројект. Ово непријатељство врло брзо нарасло је до екстремног интензитета и постало доминанти чинилац четничких активности. На тај начин је, по основу борбе против заједничког непријатеља, створен простор за разне облике сарадње између четника и разних осовинских и квислиншких формација.

## Покушај успостављања сарадње са Немцима 1941.

### Сарадња са Недићевом владом
Дража Михаиловић је на самом почетку стварања своје организације, током лета 1941. ступио у контакт са квислиншким режимом Милана Аћимовића. Михаиловић је сматрао да се квислиншки режими Аћимовића и после њега Недића могу вишеструко искористити:
- Квислиншке снаге одржавале су ред и мир и сузбијале комунизам и у том својству биле су користан партнер
- Постојање квислиншких снага могло се искористити као параван за привремену легализацију четничких одреда у кризним ситуацијама
- Оне су биле потенцијални извор снабдевања - било добровољног, било путем фингираних или стварних препада
- Оне су омогућавале посредну везу са окупационом силом
- Према Михаиловићевој замисли требало је да његови присталице унутар квислиншког апарата припреме терен за масован и организован прелазак квислиншких снага под Михаиловићеву команду у тренутку повлачења непријатеља и распада окупационог система

Михаиловић је сматрао да су оружане акције против окупатора без изгледа на успех‍:871–878, да могу изазвати репресалије и да су стога штетне, те их треба избегавати. Према његовој доктрини, у отворен сукоб са окупатором требало је ступити у тренутку његовог повлачења услед савезничког искрцавања на Балкану или услед пораза на другим фронтовима. У свом програму послатом емигрантској влади септембра 1941, Михаиловић је написао:
I. Рад за време трајања рата;…
I Тачка

1. Одржавање непријатељског става према окупаторима и њиховим помагачима, али за сада, до даљег, не улазити у непосредне борбе осим у случајевима самоодбране као што је случај у Хрватској.
Међутим, нагло ширење партизанског покрета који је заступао схватање да окупатора треба нападати увек, свуда и по сваку цену, као и успеси устаника и слабост окупационих снага, навели су неке Михаиловићеве команданте да се спонтано прикључе акцијама против окупатора. На иницијативу партизанског руководства, Тито и Михаиловић склопили су у Брајићима 26. октобра 1941. споразум о заједничкој борби против окупатора.
Михаиловић је схватио да је овакав развој ситуације опасан по њега, па је предузео кораке да успостави везу и са Немцима. Та његова активност одвијала се преко пуковника Бранислава Пантића, његовог представника и обавештајца у Београду.

### Михаиловићева ратна доктрина
Према сведочанству Ратка Мартиновића Михаиловић није имао намеру да напада Немце пре него што дође до значајних промена на савезничким фронтовима. Сматрао да су Немци сувише јаки да би устанак против њих имао изгледа на успех. На разговору са немачким представницима у селу Дивци 11. 11. 1941. изјавио је:
"Није моја намера да ратујем против окупатора, јер као генералштабни официр познајем снаге обеју снага."
Извор: Записник са састанка Михаиловића са немачким представницима у селу Дивци
Михаиловић, лично је био згранут егзекуцијом неких 35.000 српских талаца због четничких активности у Првом светском рату, и био је одлучан да избегне понављање таквих одмазди због превременог подизања војске под његовом командом.
Извор: US Army center for military history, German Antiguerrilla Operations in the Balkans (1941-1944)
С друге стране, веровао је да ће савезници на крају победити. У међувремену, веровао је да мора спречити експанзију комунизма кроз форму народноослободилачке борбе. Сматрао је да ће тренутак слома окупатора бити одлучујући за будуће уређење земље. Да би се тај тренутак могао искористити, потребно је:
а) бити, макар формално, призната просавезничка формација, и
б) бити у том тренутку војно доминантан у односу на остале етничке или идеолошке струје са просавезничким статусом.
Партизански покрет био му је главни ривал, а такође и главни идеолошки противник по свим важним питањима. Из овога је Михаиловић извео јасан закључак да су партизани његов непријатељ број један.
У складу са овим схватањем, развио је концепцију коришћења свих осталих чинилаца у своју корист у овој основној борби. Сматрао је да треба да се држи антифашизма, јер је то било у складу са његовим опредељењима, и обезбеђивало је подршку народа, подршку савезника и статус савезничке силе.
Оружани отпор у значајном обиму је био покренут у Југославији. Међутим, свако разматрање овог покрета било би непотпуно без разликовања пан-српске, монархистичке групе бившег пуковника Драже Михаиловића и комунистичког покрета Јосипа Броза, или Тита.
Ипак, тај антифашизам је остао декларативног и пропагандног карактера, (видети Проглас Србима, Хрватима и Словенцима од 16.11.1941) да се снаге не би исцрпљивале у релативно бескорисним сукобима са надмоћним противником. Такво гледиште оснажено је након прве званичне радио-поруке од стране председника избегличке владе Душана Симовића примљене 28. 10. 1941. у којој се поручује:
"… До даљњег знака за заједнички рад, без крајње потребе не изазивати непријатеља."

Четника акција против италијанске војске 13. јула 1941. близу Котора је било изузетно успешна и Италијанима је било потребно више од годину дана да поврате контролу.
Најважнија герилска операција у 1941 се догодила у Црној Гори, против Италијана… Овај општи устанак је скупо коштао Црногорце - 15.000 мртвих и рањених, и додатних 10.000 планинског становништва које је отпремљено на принудни рад.
Извор: US Army center for military history, German Antiguerrilla Operations in the Balkans (1941-1944)
Са западним савезницима повезивао га је стратешки интерес и идеолошка блискост, а са окупаторима, односно силама Осовине делио је заједнички интерес сузбијања партизанског покрета. Михаиловић је сматрао да овај стратешки интерес до даљег не мора доћи у сукоб са тактичким. На тој основи понудио је Немцима своју концепцију у којој би његове трупе преузеле на себе обрачун са партизанима и одржавање реда и мира. За узврат је тражио дискретно снабдевање војном опремом и самосталност у раду.

### Односи са немачком окупационом управом
Немачка управа је у циљу одржавања реда у Србији формирала квислиншку „комесарску управу“ Милана Аћимовића, а након њеног неуспеха, „владу националног спаса“ генерала Милана Недића. Међутим, у Србији је избио народни устанак и малобројне немачке окупационе снаге су били принуђени на повлачење. Партизани су имали иницијативу, а локалне четничке снаге прикључивале су се спонтано, или да би задржале контролу над ситуацијом и утицај у народу, како је то објаснио Михаиловић на састанку у Дивцима (видети: Противосовинске активности четника у Другом светском рату).
Немци су за гушење устанка ангажовали додатне трупе и почели провођење драстичних масовних репресалија над цивилним становништвом. Ово је Михаиловића додатно учврстило у уверењу о погрешности отворене борбе против окупатора пре завршне фазе рата.
Михаиловић је покренуо офанзиву на партизане у западној Србији и затражио контакт са немачком управом ради прекидања непријатељства. Међутим, Немци су на састанку у Дивцима 11. новембра 1941. одбили ову понуду примирја и сарадње као закаснелу и неискрену.
Контакти са Немцима су ипак настављени. У њима је важну улогу играо капетан Абвера Јозеф Матл.
Јозеф Матл био је током рата капетан у Абверу, обавештајној служби Вермахта. Матл је слависта и један од најбољих познавалаца Балкана,  што је представљало предност за његову успешност на југословенском тлу. Матл је једна од немачких кључних личности у погледу контакта и касније сарадње између Немаца и четника. Матл је водио уводне разговоре са четничким вођама - на пример Дангићем - па чак и са самим Дражом Михаиловићем.
У офанзивном наступању, Немци су потиснули партизанске формације из Србије, док су четнички одреди једним дело распустили регруте кућама и остали у илегали само на кадровском саставу, а другим делом се легализовали као припадници званичних формација Милана Недића. За Михаиловићем је расписана потерница и он се неколико месеци крио у дубокој илегали.
У јуну 1942. Михаиловић је прешао у италијанску окупациону зону, на територију коју су држали црногорски четници.

### Стање сукоба ниског интензитета
Активности четничких одреда у Србији сведене су на најмању меру да се не би изазивао окупатор, и, уз нападе на партизане и њихове сараднике, углавном су ограничене на организациону и обавештајну делатност и ситније диверзије. Упркос томе, немачки окупатор је веома озбиљно схватао четничку претњу и повремено организовао полицијске акције против преосталих Михаиловићевих одреда, који су се трудили да избегну додир са непријатељем. Извештај команде југоистока од 2. марта 1943. наводи:
Михаиловићева тактика се састоји у томе да организује и штеди (подвучено у оригиналу) своје снаге за планирани народни устанак. Он избегава сваки конфликт са окупационим трупама. Због тога је и ометање жетве кукуруза, којег је било у почетку, престало. Активности Д. М.-покрета се састоје у организовању властитих снага и разоружавању Српске државне страже. Оно мало препада и саботажа у Михаиловићевој режији је усмерено на Немцима наклоњене Србе или Српску државну стражу. Покушај обнове Д. М. илегалне организације у Београду је угушен у заметку.
У извештају исте команде од 1. априла 1943. се оцењује:
Штабови Михаиловићеве организације са пратњама од око 40-50 људи као једине видљиве мобилне снаге на простору Србије избегавају сваки контакт са немачким оружаним снагама. Они чак јављају Немцима о комунистичким покретима како би се избегле саботаже и мере одмазде.
Тежиште активности обеју страна пренето је на територију НДХ.

## Сарадња са НДХ
На целој територији НДХ на којој су живели Срби, дошло је до спонтаног организовања устанка против усташког терора. Комунисти су се прикључили устаницима и преузели руководство над вођењем и организацијом устанка. Они су наметнули своје принципе: бескомпромисну борбу против свих окупатора и помагача, забрану националног реваншизма и забрану пљачке, те војничку дисциплину. Било из идеолошких разлога, било због неприхватања ових принципа, било под утицајем Недићевих и Михаиловићевих изасланика или пропаганде преко радио-Лондона, међу устаницима је дошло до поделе. Националистички елементи организовали су се и током прве половине 1942. путем пучева преузели од комуниста руковођење устаничким одредима у централној и источној Босни.
Ови одреди с почетка нису били у односу непосредне субординације Михаиловићем, али су га признавали за команданта. Током друге половине Михаиловић успоставља непосреднију контролу над босанским четницима преко свог „делегата Врховне команде за западну Босну“, капетана Боре Митрановића и жандармеријског мајора Славољуба Врањешевића.
Ови одреди склопили су уговоре о сарадњи са војним властима НДХ током априла, маја и јуна 1942. Први је споразум са НДХ потписао Урош Дреновић у име свог одреда 27. априла 1942. Затим су сличне споразуме потписали Лазо Тешановић, Раде Радић, Саво Божић, Цвијетин Тодић, Радивоје Керовић и други. Ради координације, ове јединице образовале су Главни штаб босанских четничких одреда на челу са Радом Радићем као заједничку команду.

### Заједничка борба против НОВЈ
У другој половини 1942. немачка окупациона команда прогласила је област јужно од Саве за ратну зону и тиме преузела непосредну оперативну и војно-административну команду над свим трупама. Споразуми између четника и НДХ били су сугерисани и одобрени од стране немачке команде, тако да су ти споразуми представљали фактичку интеграцију четника у оперативну и окупациону управу. Немачка оперативна команда успоставила је пуно оперативно јединство тактичког командовања, тако да су у заједничким операцијама против партизана раме уз раме учествовале Немачке снаге, снаге НДХ и четнички одреди. Пример оваквих заједничких операција су операције на планини Мањачи септембра 1942. у којима су учествовале 3. батаљон 721. немачког пешадијског пука, 2. чете 1. домобранског регрутне бојне, 1. и 2. бојна Петрињског здруга, вод хаубица и 8 тенкова заједно са четницима Мањаче против партизанске групације састављене од 1. крајишке, 2. пролетерске и делова 2. крајишке, 3. санџачке и 4. црногорске бригаде.
Почетком 1943. ови уговори су обновљени.
У свим италијанским и немачким операцијама до краја рата четници и снаге НДХ наступале су у оперативном јединству и под оперативном командом окупатора.
Ипак, забележен је знатан број инцидената у односима четника и НДХ, као и у четничко-немачким односима, али их је заједничко непријатељство према НОВЈ до краја одржало у каквом-таквом јединству.

## Сарадња са Италијанима
За разлику од Немаца и НДХ, сарадња четника са италијанском окупационом управом одвијала се глатко, била је врло успешна, развијена и практично јавна. Михаиловићев опуномоћеник војвода Илија Трифуновић - Бирчанин становао је у окупираном Сплиту, састајао се и јавно дружио са италијанским високим официрима. Кад је умро, 3. фебруара 1943, италијанске власти приредиле су му свечану сахрану. У окупираним градовима - у Опатији, Ријеци, Книну, Сплиту, Цетињу, Подгорици, Никшићу, Пљевљима - становали су официри ЈВуО, а повремено су биле смештене и целе јединице. Већи број официра Италијани су пустили из заробљеништва да би били ангажовани у четничким јединицама. Четничке јединице опремане су и снабдеване од стране италијанских штабова корпуса. Званично, те су јединице Италијани називали Добровољачком антикомунистичком милицијом.
Војвода Јевђевић посећивао је команду талијанске Друге армије у Сушаку и уговарао заједничке операције. Током октобра 1942. изведене су заједничке операције Алфа и Бета, у којој су учествовале и снаге НДХ. За једну од таквих операција Италијани су децембра 1942. бродовима превезли 3000 четника Петра Баћовића из Метковића у Сплит, а затим камионима у Книн. У другој операцији у фебруару 1943, превезли су црногорске четнике под командом Баја Станишића возом из Никшића у Мостар.
Италијани су четнике снабдевали оружјем, муницијом, осталом војном опремом, давали им плате по основу пријављеног броја људства, и формирали заједничке тактичке склопове за борбу. Ови тактички склопови састојали су се углавном од четничке пешадије и италијанске артиљерије.
С обзиром на ниво сарадње са италијанским фашистичким снагама, контроверзно је четнике називати антифашистичким покретом. Следећи документи из операције Шварц сведоче о бризи и залагању за четнике које су италијански команданти испољавали пред својим немачким колегама:
Након капитулације Италије 8. септембра 1943. све четничке снаге из италијанске окупационе зоне (Ђујић, Баћовић и други - в. Упутство команданта невесињског корпуса од 30. децембра 1943. команданту коњичке бригаде, Извештај мајора ЈВуО Василија Маровића од 17. фебруара 1944., Извештај капетана ЈВуО Франца Ковача од 23. фебруара 1944....) убрзо су успоставиле пуну сарадњу са новоуспостављеним немачким окупационим властима. Ова сарадња укључивала је учествовање у заједничким операцијама (на пример операција Цитен (Ziethen), операција Бора), вршење заштитне и стражарске службе за окупатора и учествовање у диверзантској и обавештајној делатности. Немци су четнике снабдевали оружјем и опремом и дозвољавали им да према потреби користе њихове гарнизоне за смештај и моторизацију за транспорт.

## Успостављање сарадње са Немцима
Након капитулације Италије 8. септембра 1943. немачке позиције на Балкану постале су много рањивије. Капитулација Италије праћена је распламсавањем устанка против окупатора, па су немачка влада и немачка врховна команда довеле на Балкан крупна војна појачања и извршиле корениту реорганизацију. На место опуномоћеника за Балкан немачко министарство иностраних послова поставило је 28. августа 1943. Хермана Нојбахера. Нојбахер се показао као прагматичан организатор и у њему је Михаиловић нашао перспективног партнера за преговоре.
О ставу према ситуацији на Балкану и односу према четницима Михаиловића, говори процена ситуације на подручју Југоистока крајем октобра 1943. од команданта Југоистока фон Вајхса.
До друге половине 1943. ЈВуО је успешно извршила организациону обнову и путем мобилизација ојачала своје јединице у Србији. Понесен ентузијазмом после пада Италије, Михаиловић је подигао степен непријатељства према Немцима на виши ниво. Најочигледнија последица био је напад на гарнизон у Вишеграду 5. октобра 1943. у којем су се, поред трупа НДХ, налазиле и две чете 369. дивизије Вермахта.
Међутим, овај ентузијазам је кратко трајао услед нарасле опасности од НОВЈ која је угрозила и ЈВуО и Немце. На иницијативу Нојбахера отпочели су преговори, који су резултовали потписивањем уговора о заједничкој борби. Први уговор о сарадњи потписан је 19. 11. 1943. између Воје Лукачевића, команданта Милешевског корпуса и немачког команданта Југоистока кога је представљао капетан фон Вреде, а 27.11. са Николом Калабићем. У наредним недељама уговори су потписани и са другим командантима корпуса од оперативне важности. Сам Михаиловић никад није потписао ни један овакав уговор, али је овим уговорима био покривен већи део окупиране Србије. Према немачким обавештајним подацима, Михаиловић је лично издао наређење својим потчињеним да сарађују са Немцима, али није желео лично да потпише никакав споразум услед могућих реакција народа.
Михаиловић је, према сигурном извору (тј. прислушкивању радио-саобраћаја) својим командантима наредио да сарађују са Немцима; он сам међутим не може да иступи на овај начин због расположења народа.
Термин „сигуран извор“ (sichere Quelle) у немачкој обавештајној терминологији означава податке добијене непосредно, најчешће декодирањем радио-саобраћаја.
Ови споразуми били су у великој мери типизирани, налик на Споразум између команданта Југоистока и мајора Војислава Лукачевића од 19. новембра 1943.
Споразуми су склопљени на шест недеља, а затим су још једном продужени.

### Примена споразума, раскид споразума и наставак сарадње
Немци су били незадовољни применом ових споразума, јер је упркос њима дошло до једног броја инцидената, односно саботажа и насиља према припадницима Српске државне страже од стране четника. Војноуправни командант Југоистока генерал Фелбер током фебруара раскинуо је споразуме и покренуо је неколико рација, хапшења и препада против припадника ЈВуО почев од фебруара 1944.
Међутим, кад је средином марта 1944. оперативна група састављена од Друге и Пете дивизије продрла из Санџака у западну Србију, све несугласице су потиснуте и све трупе састављене од јединица Вермахта и СС, бугарског окупационог корпуса, корпуса ЈВуО из западне и југозападне Србије, СДС, СДК и РЗК под обједињеном немачком командом генерала Фелбера функционисале су као јединствена оперативна група за операцију против НОВЈ (операција Камерјегер). Код четничке надлежне команде Нешка Недића био је акредитован немачки капетан Вајел као официр за везу. Заједничке операције трајале су нешто дуже од два месеца (в. Извештај Војноуправног команданта југоистока од 13. маја 1944.).
У време продора Ударне групе дивизије у долину Ибра и даље, јединице 2. косовског четничког корпуса отворено сарађују са окупатором од кога примају оружје и друге потребе. Капетан Живојин Марковић, командант 2. косовског корпуса, обавештава 8. априла 1944. Врховну команду ЈВуО да се састао „са немачким шефом СД полиције из Митровице који је још пре три месеца тражио да се види и да разговара са мном… Онда, обећао је да ће да похвата све комунисте са Косова, било Србе било Арнауте о чему смо дали доказе и податке… Учинио сам покушај да добијем и муницију од Немаца. Обећали су, јер сам им представио страшно стање у вези са партизанима”.
Из сачуваних докумената се види како је и практично функционисала сарадња између четника и Немаца. Године 1944. 11. јуна командант 2. косовског четничког корпуса извештава немачког команданта СД полиције у Косовској Митровици о борбама са јединицама НОП–а. Поред вести о спуштању енглеских или америчких падобранаца каже се:
Не знам шта је било са њима пошто то није мој рејон… Настојаћу да проверим тачно где су пали и ко их је ухватио и где ће се налазити, па ћу вас известити. Ја сам на положају са целим корпусом. Ноћас сам блокирао два српска села и ухватио једну комунистичку тројку коју сам одмах ликвидирао… Ако ме сада не помогнете у најтежој ситуацији у борби са партизанима, бићу принуђен да се повучем.
Сутрадан, 12. јуна, уследио је одговор немачког команданта СД полиције из Косовске Митровице:
Много Вам хвала за Ваша два извештаја. Јуче сам имао дужи разговор са Вашим официром за везу који Вас је сигурно већ сада о свему што смо разговарали известио. Радује ме много што имате такве успехе у борби против комуниста и честитам Вам на томе… Примите пуно поздрава и моје
жеље да постигнете још много успеха и славе у борби против комуниста.
Половином септембра 1944. године четничка сарадња са Немцима постаје
легална. Штаб 2. косовског четничког корпуса добија од Немаца 10. септембра
1944. године „три вагона муниције и укупно 800.000 метака од 7,9 мм”. У
Рашкој су могли заједно да се виде немачки војници и четници. Крајем октобра 1944. године у Звечану преговарају представници четника, Немаца и албанских квислинга о заједничкој борби против НОВ и ПО Југославије.

Немачком окупатору је било у интересу да се оствари сарадња између четника и балиста на територији Косова и Метохије. Дража Михаиловић је настојао и у пракси да проводи такву политику. На томе плану послао је телеграм команданту јужноморавског четничког корпуса следеће садржине: 
Ради остварења наших циљева потребно је ступити у тешњу везу са националистима албанске државе које води пуковник Мухарем Бајрактари. Представник Мухарема Бајрактарија за везу са нама је Шериф Липа, поручник италијанске војске, сада на служби у Приштини.
Током 1944. године Драгољуб Михаиловић је настојао да успостави што чвршћу везу са балистима. То се види и из упућених писама Живојину Марковићу, команданту 2. косовског четничког корпуса, који му одговара да није успоставио везу са Мухаремом Бајрактаријем из чега може да се види да је још раније добијао упутства да успостави сарадњу.
Истовремено је, ради коришћења слабљења снага НОВЈ у Црној Гори 21. корпус покренуо 10. априла 1944. операцију „Фрилингсервахен“, уз масовно учешће четника. Операција је припремљена у сарадњи са Павлом Ђуришићем и изведена заједничким снагама, тако што су четници заједно са Немцима из немачких гарнизона кренули на слободну територију.
1.) Ниже наведени план мајора Ђуришића за спровођење операције „Фрилингсервахен“ на знање:
Прва борбена група, 700 људи, из си. правца преко рејона 5 км ј. Бијело Поље за Мојковац (16 км сси. Колашин).
Друга борбена група, 1200 људи, под командом Ђуришићевог Оперативног штаба, од Бродарева преко Шаховића за Мојковац — Колашин.
Трећа борбена група, 1000 људи, од средине пута Пљевља — Пријепоље правцем Мојковац. Четврта борбена група, 1500 људи, од Пљеваља правцем Мојковац. Мојковац треба да буде достигнут за 2 дана. После тога скретање главнине у рејон з. Тара — сз. Колашин — Мојковац.
Немачке снаге:
1 ојач. мот. ч. продире од Бродарева до Бијелог Поља.
1 ојач. мот. ч. од Пљеваља до прелаза преко Таре 22 јјз. Пљевља.
Бат. СДК, 600 људи, следи немачке снаге за Бијело Поље, онда скреће за Мојковац. Милиција из Бродарева, 700 људи, чисти свој рејон и продире од Бродарева ка јјз.
Почетак напада: 10. 4. 44.
2.) 181. пеш. див. обезбедиће одговарајуће информисање четничке Групе „Југ“ (мајор Лашић и Букатоновић у Подгорици) као и Групе „Никшић“…
Ова хармонична сарадња поновила се и приликом немачке операције „Трумпф“ у јабланичко-топличкој области против 21. 22. 24. и 25. дивизије НОВЈ током јула и августа.
Током јула и августа 1944. интензивирали су се контакти између представника немачке команде Југоистока, посланика Нојбахера, председника владе Недића и представника Михаиловића (в Немачки извештај о разговору с четницима од 14.7.1944, Немачки записник са преговора са четницима 11.8.1944.
). Ови разговори завршили су формулисањем иницијативе за формирање српске армије јачине 50.000 људи за борбу против комунизма којом би руководио Михаиловић, а коју би опремила Немачка. Хитлер је међутим одбацио иницијативу (в. Службена белешка са реферисања Хитлеру о плану сарадње са четницима од 22.8.1944.), и одобрио само тактичку сарадњу са четницима.
Ипак, под патронатом команде Југоистока, у складу са разговорима о формирању српског корпуса под командом Михаиловића који би се борио на страни Немаца, 6. септембра 1944. Српска државна стража и Српска гранична стража под патронатом Немаца стављене су под команду Михаиловића, односно Михаиловићевог команданта Србије генерала Трифуновића. У договору са генералом Мирославом Трифуновићем, јединице Српске државне страже (СДС) и Српске граничне страже (СГС) 6. октобра 1944. окупиле су се у Јагодини. Ту је од тих јединица формиран Српски ударни корпус (СУК) са три дивизије. За команданта СУК-а именован је дивизијски генерал Стеван Стева Радовановић, за његовог помоћника бригадни генерал Боривоје Јонић (до тада командант СДС) а за начелника штаба мајор Данило Дача Стојановић; за команданта дивизије именовани су: Бранимир Брана Живковић (до тада начелник Оперативног одељења СДС), Драгутин Редић (до тада командант СДС Краљевачке области) и Људевит Погачар (до тада командант СГС), сви пуковници. СУК је тада бројао око 6.800 људи.

### Сарадња током битке за Србију
У преломном тренутку битке за Србију, 8. октобра 1944. у Београду је одржан састанак немачке управе на највишем нивоу посвећен четницима, на којем су учествовали изасланик Херман Нојбахер, командант Армијске групе Ф Максимилијан фон Вајхс, и виши СС и полицијске вође Хрватске Камерхофер и Србије Берендс. Констатовано је како се четници у Србији боре против комунизма, делимично у наслону на немачке трупе, и договорено да у предстојећем померању немачких трупа на територију Хрватске (тј. НДХ) Михаиловићеви четници треба да буду употребљени као немачка претходница.
Овај план се у великој мери остварио, јер је главнина Михаиловићевих снага у Србији крајем октобра здружена са „претходницом Шојерлен“ групе армија Е током њеног пробоја кроз Санџак.
У том периоду дошло је до напада неких четничких група на Немце. Међутим, обавештајно одељење штаба Армијске групе Ф констатовало је да је из „сигурног извора“ како је сам Михаиловић „изричито осудио њихово противнемачко држање“.

### Сарадња током пробијања групе армија Е из Грчке
Током септембра 1944. главна Михаиловићева мобилна формација у централној и западној Србији, Четврта група јуришних корпуса под командом Драгослава Рачића, заједно са бројним придруженим јединицама, поражена је од наступајућих снага НОВЈ у бици на Јеловој гори и потиснута према Београду. Ове јединице Немци су током 3, 4. и 5. октобра 1944. возовима пребацили са железничких станица Топчидер и Рипањ до Краљева. Ову епизоду помињу у својим књигама сећања Недићев министар Ратко Парежанин, као и Радован Милошевић Чеда, оперативни официр Авалског корпуса ЈВуО.
Ноћу, иза поноћи, између 3. и 4. октобра 1944, кренули смо из Београда, са железничке станице у Топчидеру… Увече сам се опростио са командантом Корпуса, генералом Костом Мушицким… Код Мушицког је у том тренутку био Никола Калабић, а у штабу Добровољачког Корпуса сам приметио и Нешка Недића… Дошли су да се договарају са Добровољачком командом и да траже опрему и остало. На брзину проговорио сам неколико речи са Нешком Недићем. У возу су с нама путовали и Калабићеви четници. Рекоше нам да иду до Краљева, где се врши концентрација четника за борбу…
Избијање Црвене армије на североисточну границу Југославије услед ове везаности за Немце и страха од комунизма изазвало је конфузију у четничким редовима. Знатан део трупа ЈВуО током септембра разбијен је од стране НОВЈ у западној Србији. И сам Михаиловић са мањом групом бораца натеран је на повлачење у Босну. Групација корпуса ЈВуО пристигла из Београда, те корпуси из источне и јужне Србије окупиле су се у централној Србији. Неки су покушали да нападом на Немце пред само наступање Црвене армије поново стекну савезнички статус (Раковић, Кесеровић, Рачић), али је и овај ентузијазам био краткотрајан. Након неуспеха, главнина се крајем октобра концентрисала у области Ивањице. Управо у том периоду нападни клин групе армија Е из Грчке избио је до Новог Пазара. Четници су се прикључили продору групе армија Е кроз Санџак у источну Босну.
Командант групе армија Е Лер у свом прегледу бројног стања од 16. новембра 1944. наводи 10.000 четника Павла Ђуришића као своје властите снаге, док у извештају врховној за четнике из Србије каже да се „држе у сенци Вермахта“. Овај статус несигурних и невољних сапутника и сабораца који су четници и Немци имали у последњој фази рата најбоље одсликава овај део извештаја:
"…2. Група Марковић (Жииворад Жика, командант 2. косовског корпуса) (2500—3000), у споразуму са нем. војском, осигурава одсек Митровица — Рашка (места укљ.) — Нови Пазар. Извиђање против Бугара, Тита и Совјета. До сада није било озбиљних инцидената. Потребна је опрезност. Трифуновић (генерал Мирослав Трифуновић, четнички командант Србије), са око 10.000 четника Рачића и Кесеровића, упоредно са нем. покретима у рејону Пријепоље. Правац марша Фоча. У почетку учешће у борбеним дејствима на немачкој страни (заштита бокова). У последње време само сапутници. Утисак: докле год постоје заједнички интереси — уопште мир. Ако виде могућност успеха, безусловно треба очекивати препаде на немачки Вермахт, нарочито на одвојене групе."

#### Пробој из Србије
Јединице Црвене армије и НОВЈ у првој половини октобра 1944. запоселе су комуникацију долином Јужне и Велике Мораве између Врања и Велике Плане, што је отежало пробој групе армија Е из Грчке. Ова формација тиме је била усмерена на комуникацију Скопље - Косовска Митровица - Рашка, односно долином Ибра, и затим на отварање путева према Сарајеву под борбом. Током овог четворомесечног пробоја сарадња између групе армија Е с једне стране, и четника из Србије и Црне Горе са друге, имала је више видова.
Приликом пробоја од Сјенице према Пријепољу 24-31. октобра 1944. Немци су наступали заједно са борцима Српског ударног корпуса против снага 37. санџачке дивизије у саставу претходнице групе армија Е под командом генерала Шојерлена (Пробој групе армија Е ). Од Пријепоља се главнина групе армија Е кроз Санџак усмерила на правац Пријепоље - Вишеград - Рогатица - Сарајево. Једним моторизованим батаљоном Немци су 1. новембра отворили су пут Пријепоље - Пљевља, и усмерили целокупне четничке снаге из Србије на правац Сјеница - Пријепоље - Пљевља - Горажде. Тиме су искористили снаге ЈВуО из Србије као своју леву побочницу. Након тога, својим нападом на НОВЈ у правцу Тузле (Офанзива ЈВуО у источној Босни децембра 1944) садејствовале су снагама групе армија Е у њиховом пробоју на север.

#### Сарадња у Црној Гори
За то време јединице црногорских четника, које су од стране Немаца такође преформиране у добровољачке пукове ("Црногорски добровољачки корпус"), бориле су се у саставу немачког 21. брдског корпуса у области између Даниловграда и Цетиња раме уз раме са немачким војницима. Ове снаге учествовале су заједно са немачким снагама у операцијама против НОВЈ (Фрилингсервахен, Рибецал). Командант групе армија Е је у свом извештају од ове четнике убројао у бројно стање својих јединица.
Ц. Д. К. од 3 пука, под командом потпуковника Ђуришића, формиран непосредно од стране К-де 2. ОкА (Друга оклопна армија), био је до сада у службеном погледу потчињен К-ди 2. ОкА, а у снабдевачком и тактичком погледу 181. пеш. див, која је требало да се обимно укључи у обуку.

#### Сарадња у источној и средњој Босни
Група армија Е имала је у плану отварање комуникација кроз источну Босну, па је крајем новембра једна њена дивизија (11. ваздухопловна пољска дивизија (Немачка)) послата напад правцем од Рогатице према Зворнику, против снага Трећег ударног корпуса НОВЈ. Међутим, како су током офанзиве НОВЈ и Црвене армије од 3. децембра немачке позиције на Сремском фронту озбиљно угрожене, ова дивизија хитно је извучена и транспортована пругом Сарајево - Славонски Брод на Сремски фронт. На њено место усмерена је главнина четника из Србије.
Они су, под личном командом Михаиловића, након концентрисања унутар немачко-усташких линија, извршили напад на снаге НОВЈ. 8. децембра 1944. ујутро из немачко-усташких положаја у околини Рогатице кренули у силовит напад према Зворнику. Овај напад био је усклађен са нападом немачког 34. армијског корпуса са друге стране, правцем Ужице - Љубовија - Зворник. Овом приликом четницима су Немци обезбедили снабдевање муницијом, као и збрињавање рањеника у немачким болницама у Сарајеву.
Пошто је продор четника према Зворнику одбијен, њихова главнина усмерила се према ослобођеној Тузли. У неизвесним борбама од 24. до 28. децембра Трећи ударни корпус НОВЈ крајњим напором одбио је овај напад.
Након овог пораза, главнина Михаиловићевих снага разместила се у Модричи и околини, где су након краћег сукоба успоставили споразум са снагама НДХ. Тако су се нашли на за Немце виталној комуникацији Сарајево - Брод, водећи заједно са Немцима тешке двомесечне борбе против Друге југословенске армије, која је настојала да је прекине. Преко пуковника Бороте, команданта Романијског корпуса ЈВуО, успостављена је сарадња са немачким штабом у Сарајеву, од којег је обезбеђено снабдевање муницијом и болничко збрињавање рањеника. Михаиловићева групација такође је успоставила везу са Штефаном Хедрихом, СС-оберфирером и инспектором у главном штабу СС, командантом СС-области Северозападна Босна.
Види још:
- Пробој групе армија Е кроз источну Босну
- Офанзива ЈВуО у источној Босни децембра 1944

## Савезници и четничка колаборација
Западни савезници придавали су велики значај противосовинским активностима у окупираној Европи. Током првих месеци устанка, на основу расположивих информација, пружили су подршку Михаиловићевом устанку. Заузели су становиште да све групе отпора, укључујући и комунистичке, треба да се укључе у општенародни покрет отпора којим би руководио Михаиловић према упутствима своје владе и према директивама савезничких стратегијских и оперативних штабова. Путем својих средстава информисања у циљу стимулисања отпора створили су легенду о команданту Михаиловићу и његовим герилцима. У Михаиловићев штаб упутили су мисију за везу на челу са капетаном Хадсоном. Мисија је дигнута на виши ниво именовањем пуковника Бејлија (у децембру 1942) и касније генерала Армстронга (у септембру 1943) за шефа мисије. Током пролећа и лета 1943. савезници су послали у Србију девет својих мисија у штабове ЈВуО у циљу одржавања везе и организовања диверзија и отпора.
Током 1942. и прве половине 1943. године савезници су преко извештаја својих мисија, праћењем осовинске, нарочито италијанске, штампе, и путем дешифровања непријатељског радио-саобраћаја, дошли до два закључка:
1. Михаиловићеве трупе не показују значајну противосовинску активност
2. Један број Михаиловићевих команданата сарађује са осовинским снагама.

Због тога је савезнички командант Средоземља, генерал Вилсон, у мају 1943. наложио пуковнику Бејлију да Михаиловићу достави наређење у којем је између осталог наведено:
Апсолутно је потребно да генерал Михаиловић сада почне да извршава обавезе које је раније прихватио и да у овом тренутку сарађује у потпуности… Михаиловић не представља борбену снагу од неког значаја западно од Копаоника. Његове јединице у Црној Гори, Херцеговини и Босни већ су уништене или тесно сарађују са Осовином. Исто тако је тешко рећи да његове јединице постоје у Хрватској, Словенији и Славонији… Партизани представљају добру и ефикасну борбену снагу у свим крајевима, где једино квислинзи представљају генерала Михаиловића.
Зато је одлучено: обавестићете Михаиловића да британска Главна команда Средњег истока захтева да он, као савезник, прекине сваку сарадњу са Осовином и да крене на исток, у Србију.
У априлу 1943. савезници су успоставили контакт са партизанима и постепено почели да им пружају материјалну и пропагандну подршку. Михаиловићу је постављен ултиматум и задат рок да отпочне са противосовинским активностима према инструкцијама савезничке Команде Средоземља. Будући да до тих противосовинских активности ЈВуО није дошло, у децембру 1943. савезници су донели одлуку да ускрате сваку помоћ Михаиловићу и да сву помоћ и подршку пренесу на партизане. Савезничке мисије су до маја 1944. повучене из штабова ЈВуО.
Један од учесника у догађајима, Фицрој Маклејн (Fitzroy MacLean) у књизи Eastern Approaches овако је описао тај преокрет у савезничкој политици:
… Одлука, донета из војних разлога, да се Михаиловићу ускрати помоћ и пружи подршка Титу, аутоматски је поставила и политички проблем. На првом месту она је изазвала најснажнији отпор краљевске југословенске владе и групе око краља Петра, иако се сам краљ на крају прећутно сложио. Друго, она је поставила и питање да ли ће, с наше стране, после војног признавања Тита као савезника, уследити у било којој мери и политичко признавање.
… Стратегијски значај Србије био је очигледан. Она се налазила на железничкој прузи Београд—Солун, комуникацији од животне важности за непријатеља. Њен би значај био повећан ако се искрцају савезници негде на Балкану, што је у то време још увек била могућност која је долазила у обзир.

До тада смо Србију сматрали за првенствено четнички домен. Материјал који смо им тамо раније достављали избациван је Михаиловићу. Али резултати су, по мишљењу Команде Блиског истока, били разочаравајући. Нарочито није долазило или веома мало до пресецања саобраћаја на прузи Београд-Солун. Као што се сећате, Михаиловићу је дат ограничен период времена, у коме је требало да изврши одређену операцију. Ово време је сад истекло, а он није испунио овај захтев и зато је донета важна одлука да се Савезничка мисија повуче из његовог штаба и да му се обустави даље достављање материјала. Достављање је одмах обустављено; повлачење британских официра за везу потрајало је дуже и тек крајем месеца маја, бригадир Армстронг, мој колега у супротном табору, опростио се од Михаиловића, који је био пун прекора, али још увек учтив. У Доњем дому г. Черчил је објаснио поступак владе. „Разлог — рекао је — зашто смо обуставили снабдевање Михаиловића оружјем и нисмо му дали подршку био је једноставан. Он се није борио против непријатеља и, штавише, неки његови потчињени правили су споразуме са непријатељем.
С друге стране, Михаиловићеве снаге сарађивале су са савезницима у акцијама спасавања и евакуације њихових ваздухопловаца који су се принудно спустили у Југославији (операција Халјард) истовремено сарађујући са Немцима. Овај привидни парадокс покушао је да објасни Томас Матесон (Thomas T. Matteson) у својој анализи околности операције евакуације ваздухопловаца. По њему, четници су партизане сматрали знатно већом претњом него Немце. При том су, у ситуацији одласка Немаца, јединој подршци могли да се надају од Сједињених држава. Предајом ваздухопловаца Немцима нису имали ништа да добију, док су евакуисани Американци представљали материјал за прворазредну пропаганду у корист четника. Поред тога, четнички лидери користили су присуство Американаца како би охрабрили своје људе и уверили их у америчку подршку.
Од 25. августа до 1. новембра 1944. у Михаиловићевом штабу боравио је пуковник Макдауел из америчке обавештајне службе ОСС на специјалном задатку. Његова мисија представљала је између осталог и покушај спасавања Михаиловићевог покрета као залога будућег америчког утицаја. Иако је председник Рузвелт практичко одмах, већ 3. септембра, опозвао, Макдауелова мисија задржала се још неко време изговарајући се непостојањем могућности за евакуацију. Иако је иницијатива кругова из ОСС у том периоду обустављена и одбачена на свим нивоима, она је имала утицај на Михаиловића и четнике у том периоду, а после рата је остала предмет контроверзи, с обзиром да се сви каснији покушаји позитивног и про-савезничког приказивања Михаиловића тумачења без изузетка позивају на њу.